# ساکاری کوسمانن
ساکاری کوسمانن (انگلیسی: Sakari Kuosmanen؛ زادهٔ ۶ سپتامبر ۱۹۵۶) هنرپیشه و خواننده اهل کشور فنلاند است.

## قسمتی از فیلمشناسی
از فیلم‌هایی که وی در آن نقش داشته است می‌توان به شب روی زمین، آریل، ابرهای متحرک و مرد بدون گذشته اشاره کرد.